# AKARI (rymdteleskop)
AKARI, även känd som ASTRO-F, var ett infraröd rymdteleskop utvecklad av Japan Aerospace Exploration Agency (JAXA) i samarbete med europeiska och koreanska institut. Satelliten sköts upp den 21 februari 2006 av en M-V-raket och placerades i en solsynkron omloppsbana. Efter uppskjutningen döptes den till AKARI, som betyder ljus på japanska.

## Uppdrag[3]
1. Utforska ursprungliga galaxer med hjälp av högkänslig infraröd observation för att studera galaxernas utveckling.
2. Observera en mängd olika stjärnbildningsregioner med infrarött ljus för att studera stjärnors födelse.
3. Utforska stjärnornas utveckling och materiens kretslopp i universum.
4. Utforska strålning från proto-planetära diskar utanför solsystemet.
5. Söka efter nya kometer.
Huvuduppdraget för AKARI var att kartlägga hela himlen i när-, mellan- och fjärrinfrarött ljus med hjälp av dess teleskop med en öppning på 68,5 cm. Satellitens designlivslängd var 550 dagar, begränsad av kylningen med flytande helium. Teleskopets spegel var gjord av kiselkarbid för att minska vikten, och projektets budget var cirka 13,4 miljarder yen (ungefär 110 miljoner USD).
Under sin livstid avslutade AKARI cirka 50 procent av en himmelsundersökning redan i mitten av augusti 2006 och hade slutfört sin första himmelsundersökning i början av november samma år. På grund av en solsensormissfunktion förlängdes tiden för observationerna trots en förkortad kylmedelslivslängd. Mer än 90 procent av himlen skannades två gånger fram till juli 2007, och mer än 3 500 utvalda mål  observerades.
I augusti 2007 tog kylmedlet slut, vilket markerade slutet på observationerna i fjärr- och mellaninfrarött ljus. Trots detta fortsatte begränsade observationer i nära infrarött ljus. I december 2007 genomförde JAXA manövrer för att korrigera satellitens omloppsbana.
AKARI drabbades av ett stort elektriskt fel i maj 2011, vilket gjorde vetenskapsinstrumenten oanvändbara när satelliten befann sig i jordens skugga. Satellitens uppdrag avslutades officiellt den 24 november 2011 och den återinträdde i jordens atmosfär den 11 april 2023.

## Resultat
AKARI-satelliten har bidragit till flera viktiga upptäckter inom astronomi, inklusive:
1. Stjärnbildning över tre generationer i nebulosan IC4954/4955 i stjärnbilden Räven.
2. Den första infraröda detektionen av en supernovarest i Lilla Magellanska Molnet.
3. Detektion av massförlust från relativt unga röda jättestjärnor i klotformiga stjärnhopen NGC 104.
4. Upptäckt av molekylärt gas som omger den aktiva galaxkärnan i den ultraljusa infraröda galaxen.
5. Stjärnbilden Orion och det vintergatan vid 140 mikrometer.
6. Stjärnbildningsregioner i stjärnbilden Svanen.
7. Aktiv stjärnbildning sedd utifrån: den ovanliga spiralgalaxen M101.
8. Stoftbearbetning i supernovarester i Stora Magellanska Molnet.
AKARIs All-Sky Survey Point Source Catalogues släpptes den 30 mars 2010.
Astronomy and Astrophysics, volym 514 (maj 2010) var en specialutgåva tillägnad AKARIs resultat.

### Fotnoter
1. ↑  ”NASA Space Science Data Coordinated Archive” (på engelska). NASA. https://nssdc.gsfc.nasa.gov/nmc/spacecraft/display.action?id=2006-005A. Läst 8 februari 2025.
2. ↑  ”JAXA | Infrared Imaging Satellite "AKARI" (ASTRO-F)” (på engelska). JAXA | Japan Aerospace Exploration Agency. https://global.jaxa.jp/projects/sas/astro_f/. Läst 18 februari 2024.
3. 1 2  ”AKARI | Spacecraft” (på engelska). ISAS. https://www.isas.jaxa.jp/en/missions/spacecraft/past/akari.html. Läst 18 februari 2024.